# Eleições autárquicas portuguesas de 1985 no distrito de Aveiro
| Eleições autárquicas portuguesas de 1985 Distritos: Aveiro \| Beja \| Braga \| Bragança \| Castelo Branco \| Coimbra \| Évora \| Faro \| Guarda \| Leiria \| Lisboa \| Portalegre \| Porto \| Santarém \| Setúbal \| Viana do Castelo \| Vila Real \| Viseu \| Açores \| Madeira |

## Resultados por concelho
Os resultados nos concelhos do distrito de Aveiro foram os seguintes:

### Águeda
| Partido                 | Partido                   | Votos  | %               | +/-   | Vereadores | +/-     |
| ----------------------- | ------------------------- | ------ | --------------- | ----- | ---------- | ------- |
|                         | Partido Social Democrata  | 7 104  | 35,14 / 100,00  | 1,05  | 3 / 7      | Estável |
|                         | Centro Democrático Social | 7 045  | 34,85 / 100,00  | 10,50 | 3 / 7      | 1       |
|                         | Partido Socialista        | 4 307  | 21,30 / 100,00  | 8,15  | 1 / 7      | 1       |
|                         | Aliança Povo Unido        | 1 197  | 5,92 / 100,00   | 0,58  | 0 / 7      | Estável |
| Votos Inválidos         | Votos Inválidos           | 565    | 2,80 / 100,00   | 0,71  |            |         |
| Total                   | Total                     | 20 218 | 100,00 / 100,00 |       | 7 / 7      |         |
| Eleitorado/Participação | Eleitorado/Participação   | 32 563 | 62,09 / 100,00  | 5,09  |            |         |

### Albergaria-a-Velha
| Partido                 | Partido                   | Votos  | %               | +/-   | Vereadores | +/-     |
| ----------------------- | ------------------------- | ------ | --------------- | ----- | ---------- | ------- |
|                         | Centro Democrático Social | 4 217  | 39,84 / 100,00  | 9,74  | 3 / 7      | 1       |
|                         | Partido Social Democrata  | 4 144  | 39,15 / 100,00  | 1,85  | 3 / 7      | Estável |
|                         | Partido Socialista        | 1 507  | 14,24 / 100,00  | 11,02 | 1 / 7      | 1       |
|                         | Aliança Povo Unido        | 384    | 3,63 / 100,00   | 0,17  | 0 / 7      | Estável |
| Votos Inválidos         | Votos Inválidos           | 332    | 3,13 / 100,00   | 0,75  |            |         |
| Total                   | Total                     | 10 584 | 100,00 / 100,00 |       | 7 / 7      |         |
| Eleitorado/Participação | Eleitorado/Participação   | 16 302 | 64,92 / 100,00  | 0,61  |            |         |

### Anadia
| Partido                 | Partido                   | Votos  | %               | +/-  | Vereadores | +/-     |
| ----------------------- | ------------------------- | ------ | --------------- | ---- | ---------- | ------- |
|                         | Partido Social Democrata  | 8 550  | 61,46 / 100,00  | 8,94 | 5 / 7      | Estável |
|                         | Centro Democrático Social | 2 542  | 18,27 / 100,00  | 2,42 | 1 / 7      | Estável |
|                         | Partido Socialista        | 1 803  | 12,96 / 100,00  | 5,14 | 1 / 7      | Estável |
|                         | Aliança Povo Unido        | 528    | 3,80 / 100,00   | 0,19 | 0 / 7      | Estável |
| Votos Inválidos         | Votos Inválidos           | 489    | 3,51 / 100,00   | 1,19 |            |         |
| Total                   | Total                     | 13 912 | 100,00 / 100,00 |      | 7 / 7      |         |
| Eleitorado/Participação | Eleitorado/Participação   | 23 592 | 58,97 / 100,00  | 7,48 |            |         |

### Arouca
| Partido                 | Partido                   | Votos  | %               | +/-  | Vereadores | +/-     |
| ----------------------- | ------------------------- | ------ | --------------- | ---- | ---------- | ------- |
|                         | Partido Social Democrata  | 6 536  | 54,85 / 100,00  | 2,99 | 4 / 7      | Estável |
|                         | Centro Democrático Social | 2 770  | 23,24 / 100,00  | 0,46 | 2 / 7      | Estável |
|                         | Partido Socialista        | 1 407  | 11,81 / 100,00  | 3,52 | 1 / 7      | Estável |
|                         | Aliança Povo Unido        | 769    | 6,45 / 100,00   | 1,27 | 0 / 7      | Estável |
| Votos Inválidos         | Votos Inválidos           | 435    | 3,65 / 100,00   | 0,29 |            |         |
| Total                   | Total                     | 11 917 | 100,00 / 100,00 |      | 7 / 7      |         |
| Eleitorado/Participação | Eleitorado/Participação   | 17 635 | 67,58 / 100,00  | 1,18 |            |         |

### Aveiro
| Partido                 | Partido                       | Votos  | %               | +/-  | Vereadores | +/-     |
| ----------------------- | ----------------------------- | ------ | --------------- | ---- | ---------- | ------- |
|                         | Centro Democrático Social     | 15 461 | 52,43 / 100,00  | 0,17 | 5 / 7      | 1       |
|                         | Partido Social Democrata      | 5 963  | 20,22 / 100,00  | 4,87 | 1 / 7      | Estável |
|                         | Partido Socialista            | 4 324  | 14,66 / 100,00  | 8,23 | 1 / 7      | 1       |
|                         | Aliança Povo Unido            | 2 058  | 6,98 / 100,00   | 1,33 | 0 / 7      | Estável |
|                         | Partido Renovador Democrático | 778    | 2,64 / 100,00   | Novo | 0 / 7      | Novo    |
|                         | União Democrática Popular     | 121    | 0,41 / 100,00   | -    | 0 / 7      | -       |
| Votos Inválidos         | Votos Inválidos               | 782    | 2,65 / 100,00   | 1,19 |            |         |
| Total                   | Total                         | 29 487 | 100,00 / 100,00 |      | 7 / 7      |         |
| Eleitorado/Participação | Eleitorado/Participação       | 46 474 | 63,45 / 100,00  | 5,70 |            |         |

### Castelo de Paiva
| Partido                 | Partido                   | Votos  | %               | +/-   | Vereadores | +/-     |
| ----------------------- | ------------------------- | ------ | --------------- | ----- | ---------- | ------- |
|                         | Partido Socialista        | 4 887  | 56,87 / 100,00  | 13,43 | 4 / 7      | 1       |
|                         | Partido Social Democrata  | 3 107  | 36,16 / 100,00  | 11,48 | 3 / 7      | 1       |
|                         | Aliança Povo Unido        | 199    | 2,32 / 100,00   | 3,13  | 0 / 7      | Estável |
|                         | União Democrática Popular | 198    | 2,30 / 100,00   | -     | 0 / 7      | -       |
| Votos Inválidos         | Votos Inválidos           | 202    | 2,35 / 100,00   | 1,12  |            |         |
| Total                   | Total                     | 8 593  | 100,00 / 100,00 |       | 7 / 7      |         |
| Eleitorado/Participação | Eleitorado/Participação   | 11 756 | 73,09 / 100,00  | 3,41  |            |         |

### Espinho
| Partido                 | Partido                   | Votos  | %               | +/-   | Vereadores | +/-     |
| ----------------------- | ------------------------- | ------ | --------------- | ----- | ---------- | ------- |
|                         | Partido Social Democrata  | 6 849  | 38,28 / 100,00  | 4,67  | 3 / 7      | 1       |
|                         | Centro Democrático Social | 4 379  | 24,48 / 100,00  | 11,91 | 2 / 7      | 1       |
|                         | Partido Socialista        | 3 975  | 22,22 / 100,00  | -     | 2 / 7      | -       |
|                         | Aliança Povo Unido        | 1 951  | 10,90 / 100,00  | 4,32  | 0 / 7      | 1       |
|                         | União Democrática Popular | 194    | 1,08 / 100,00   | 0,59  | 0 / 7      | Estável |
| Votos Inválidos         | Votos Inválidos           | 543    | 3,04 / 100,00   | 0,43  |            |         |
| Total                   | Total                     | 17 891 | 100,00 / 100,00 |       | 7 / 7      |         |
| Eleitorado/Participação | Eleitorado/Participação   | 25 113 | 71,24 / 100,00  | 3,99  |            |         |

### Estarreja
| Partido                 | Partido                   | Votos  | %               | +/-   | Vereadores | +/-     |
| ----------------------- | ------------------------- | ------ | --------------- | ----- | ---------- | ------- |
|                         | Partido Social Democrata  | 5 177  | 38,90 / 100,00  | 3,30  | 3 / 7      | Estável |
|                         | Centro Democrático Social | 5 123  | 38,50 / 100,00  | 16,04 | 3 / 7      | 1       |
|                         | Partido Socialista        | 1 440  | 10,82 / 100,00  | 8,07  | 1 / 7      | Estável |
|                         | Aliança Povo Unido        | 1 184  | 8,90 / 100,00   | 2,98  | 0 / 7      | 1       |
| Votos Inválidos         | Votos Inválidos           | 383    | 2,87 / 100,00   | 1,71  |            |         |
| Total                   | Total                     | 13 307 | 100,00 / 100,00 |       | 7 / 7      |         |
| Eleitorado/Participação | Eleitorado/Participação   | 19 801 | 67,20 / 100,00  | 3,44  |            |         |

### Ílhavo
| Partido                 | Partido                   | Votos  | %               | +/-   | Vereadores | +/-     |
| ----------------------- | ------------------------- | ------ | --------------- | ----- | ---------- | ------- |
|                         | Partido Social Democrata  | 5 236  | 40,64 / 100,00  | 4,22  | 3 / 7      | Estável |
|                         | Partido Socialista        | 4 989  | 38,72 / 100,00  | 10,17 | 3 / 7      | 1       |
|                         | Centro Democrático Social | 1 342  | 10,42 / 100,00  | 6,97  | 1 / 7      | Estável |
|                         | Aliança Povo Unido        | 905    | 7,02 / 100,00   | 7,12  | 0 / 7      | 1       |
| Votos Inválidos         | Votos Inválidos           | 412    | 3,20 / 100,00   | 0,31  |            |         |
| Total                   | Total                     | 12 284 | 100,00 / 100,00 |       | 7 / 7      |         |
| Eleitorado/Participação | Eleitorado/Participação   | 22 994 | 56,03 / 100,00  | 6,94  |            |         |

### Mealhada
| Partido                 | Partido                  | Votos  | %               | +/-   | Vereadores | +/-     |
| ----------------------- | ------------------------ | ------ | --------------- | ----- | ---------- | ------- |
|                         | Partido Social Democrata | 4 323  | 45,74 / 100,00  | 16,72 | 4 / 7      | 2       |
|                         | Partido Socialista       | 3 082  | 32,61 / 100,00  | 8,48  | 2 / 7      | 2       |
|                         | Aliança Povo Unido       | 1 776  | 18,79 / 100,00  | 0,21  | 1 / 7      | Estável |
| Votos Inválidos         | Votos Inválidos          | 270    | 2,86 / 100,00   | 0,87  |            |         |
| Total                   | Total                    | 9 451  | 100,00 / 100,00 |       | 7 / 7      |         |
| Eleitorado/Participação | Eleitorado/Participação  | 14 732 | 64,15 / 100,00  | 3,25  |            |         |

### Murtosa
| Partido                 | Partido                   | Votos | %               | +/-  | Vereadores | +/-     |
| ----------------------- | ------------------------- | ----- | --------------- | ---- | ---------- | ------- |
|                         | Partido Social Democrata  | 2 961 | 70,13 / 100,00  | 3,73 | 5 / 5      | 1       |
|                         | Partido Socialista        | 563   | 13,33 / 100,00  | 3,45 | 0 / 5      | Estável |
|                         | Centro Democrático Social | 328   | 7,77 / 100,00   | 6,57 | 0 / 5      | 1       |
|                         | Aliança Povo Unido        | 213   | 5,05 / 100,00   | 1,79 | 0 / 5      | Estável |
| Votos Inválidos         | Votos Inválidos           | 157   | 3,71 / 100,00   | 2,41 |            |         |
| Total                   | Total                     | 4 222 | 100,00 / 100,00 |      | 5 / 5      |         |
| Eleitorado/Participação | Eleitorado/Participação   | 7 328 | 57,61 / 100,00  | 5,91 |            |         |

### Oliveira de Azeméis
| Partido                 | Partido                   | Votos  | %               | +/-  | Vereadores | +/-     |
| ----------------------- | ------------------------- | ------ | --------------- | ---- | ---------- | ------- |
|                         | Partido Social Democrata  | 12 831 | 44,05 / 100,00  | 1,62 | 4 / 7      | Estável |
|                         | Centro Democrático Social | 8 225  | 28,23 / 100,00  | 7,21 | 2 / 7      | 1       |
|                         | Partido Socialista        | 4 968  | 17,05 / 100,00  | 7,52 | 1 / 7      | 1       |
|                         | Aliança Povo Unido        | 2 121  | 7,28 / 100,00   | 0,99 | 0 / 7      | Estável |
| Votos Inválidos         | Votos Inválidos           | 986    | 3,38 / 100,00   | 0,32 |            |         |
| Total                   | Total                     | 29 131 | 100,00 / 100,00 |      | 7 / 7      |         |
| Eleitorado/Participação | Eleitorado/Participação   | 45 678 | 63,77 / 100,00  | 5,09 |            |         |

### Oliveira do Bairro
| Partido                 | Partido                   | Votos  | %               | +/-  | Vereadores | +/-     |
| ----------------------- | ------------------------- | ------ | --------------- | ---- | ---------- | ------- |
|                         | Partido Social Democrata  | 4 399  | 46,36 / 100,00  | 4,61 | 4 / 7      | Estável |
|                         | Centro Democrático Social | 3 862  | 40,70 / 100,00  | 9,01 | 3 / 7      | Estável |
|                         | Partido Socialista        | 679    | 7,16 / 100,00   | 2,35 | 0 / 7      | Estável |
|                         | Aliança Povo Unido        | 327    | 3,45 / 100,00   | 0,20 | 0 / 7      | Estável |
| Votos Inválidos         | Votos Inválidos           | 221    | 2,33 / 100,00   | 1,86 |            |         |
| Total                   | Total                     | 9 488  | 100,00 / 100,00 |      | 7 / 7      |         |
| Eleitorado/Participação | Eleitorado/Participação   | 14 109 | 67,25 / 100,00  | 6,35 |            |         |

### Ovar
| Partido                 | Partido                       | Votos  | %               | +/-   | Vereadores | +/-     |
| ----------------------- | ----------------------------- | ------ | --------------- | ----- | ---------- | ------- |
|                         | Partido Social Democrata      | 7 638  | 38,05 / 100,00  | 2,60  | 3 / 7      | Estável |
|                         | Centro Democrático Social     | 4 730  | 23,56 / 100,00  | 15,17 | 2 / 7      | 2       |
|                         | Partido Socialista            | 3 063  | 15,26 / 100,00  | 17,30 | 1 / 7      | 2       |
|                         | Aliança Povo Unido            | 2 245  | 11,18 / 100,00  | 2,13  | 1 / 7      | Estável |
|                         | Partido Renovador Democrático | 1 556  | 7,75 / 100,00   | Novo  | 0 / 7      | Novo    |
|                         | União Democrática Popular     | 219    | 1,09 / 100,00   | 0,11  | 0 / 7      | Estável |
| Votos Inválidos         | Votos Inválidos               | 622    | 3,09 / 100,00   | 0,80  |            |         |
| Total                   | Total                         | 20 073 | 100,00 / 100,00 |       | 7 / 7      |         |
| Eleitorado/Participação | Eleitorado/Participação       | 32 829 | 61,14 / 100,00  | 3,06  |            |         |

### Santa Maria da Feira
| Partido                 | Partido                       | Votos  | %               | +/-  | Vereadores | +/-     |
| ----------------------- | ----------------------------- | ------ | --------------- | ---- | ---------- | ------- |
|                         | Partido Social Democrata      | 23 166 | 42,58 / 100,00  | -    | 5 / 9      | -       |
|                         | Partido Socialista            | 13 857 | 25,47 / 100,00  | 8,15 | 2 / 9      | 2       |
|                         | Partido da Democracia Cristã  | 5 139  | 9,45 / 100,00   | -    | 1 / 9      | -       |
|                         | Centro Democrático Social     | 4 730  | 8,69 / 100,00   | -    | 1 / 9      | -       |
|                         | Aliança Povo Unido            | 4 162  | 7,65 / 100,00   | 0,58 | 0 / 9      | Estável |
|                         | Partido Renovador Democrático | 1 684  | 3,10 / 100,00   | Novo | 0 / 9      | Novo    |
|                         | PCTP/MRPP                     | 171    | 0,31 / 100,00   | -    | 0 / 9      | -       |
| Votos Inválidos         | Votos Inválidos               | 1 492  | 2,74 / 100,00   | 0,55 |            |         |
| Total                   | Total                         | 54 401 | 100,00 / 100,00 |      | 9 / 9      |         |
| Eleitorado/Participação | Eleitorado/Participação       | 79 256 | 68,64 / 100,00  | 5,51 |            |         |

### São João da Madeira
| Partido                 | Partido                   | Votos  | %               | +/-  | Vereadores | +/-     |
| ----------------------- | ------------------------- | ------ | --------------- | ---- | ---------- | ------- |
|                         | Centro Democrático Social | 4 600  | 46,41 / 100,00  | -    | 4 / 7      | -       |
|                         | Partido Social Democrata  | 4 089  | 41,26 / 100,00  | -    | 3 / 7      | -       |
|                         | Aliança Povo Unido        | 983    | 9,92 / 100,00   | 0,31 | 0 / 7      | Estável |
| Votos Inválidos         | Votos Inválidos           | 239    | 2,41 / 100,00   | 0,15 |            |         |
| Total                   | Total                     | 9 911  | 100,00 / 100,00 |      | 7 / 7      |         |
| Eleitorado/Participação | Eleitorado/Participação   | 13 730 | 72,18 / 100,00  | 1,65 |            |         |

### Sever do Vouga
| Partido                 | Partido                   | Votos  | %               | +/-   | Vereadores | +/-     |
| ----------------------- | ------------------------- | ------ | --------------- | ----- | ---------- | ------- |
|                         | Partido Social Democrata  | 3 830  | 47,64 / 100,00  | 10,32 | 4 / 7      | Estável |
|                         | Centro Democrático Social | 3 090  | 38,43 / 100,00  | 14,66 | 3 / 7      | 2       |
|                         | Partido Socialista        | 693    | 8,62 / 100,00   | 3,51  | 0 / 7      | Estável |
|                         | Aliança Povo Unido        | 191    | 2,38 / 100,00   | 0,21  | 0 / 7      | Estável |
| Votos Inválidos         | Votos Inválidos           | 236    | 2,94 / 100,00   | 0,61  |            |         |
| Total                   | Total                     | 8 040  | 100,00 / 100,00 |       | 7 / 7      | 2       |
| Eleitorado/Participação | Eleitorado/Participação   | 10 595 | 75,88 / 100,00  | 1,12  |            |         |

### Vagos
| Partido                 | Partido                    | Votos  | %               | +/-  | Vereadores | +/-     |
| ----------------------- | -------------------------- | ------ | --------------- | ---- | ---------- | ------- |
|                         | Partido Social Democrata   | 3 546  | 38,07 / 100,00  | 8,80 | 3 / 7      | 1       |
|                         | Partido Popular Monárquico | 2 615  | 28,08 / 100,00  | 4,22 | 2 / 7      | 1       |
|                         | Centro Democrático Social  | 2 236  | 24,01 / 100,00  | 3,27 | 2 / 7      | Estável |
|                         | Partido Socialista         | 562    | 6,03 / 100,00   | 0,24 | 0 / 7      | Estável |
|                         | Aliança Povo Unido         | 73     | 0,78 / 100,00   | 0,63 | 0 / 7      | Estável |
| Votos Inválidos         | Votos Inválidos            | 282    | 3,03 / 100,00   | 0,92 |            |         |
| Total                   | Total                      | 9 314  | 100,00 / 100,00 |      | 7 / 7      |         |
| Eleitorado/Participação | Eleitorado/Participação    | 13 646 | 68,25 / 100,00  | 4,40 |            |         |

### Vale de Cambra
| Partido                 | Partido                   | Votos  | %               | +/-  | Vereadores | +/-     |
| ----------------------- | ------------------------- | ------ | --------------- | ---- | ---------- | ------- |
|                         | Centro Democrático Social | 5 566  | 41,02 / 100,00  | 7,51 | 3 / 7      | 1       |
|                         | Partido Social Democrata  | 5 048  | 37,21 / 100,00  | 8,41 | 3 / 7      | 1       |
|                         | Partido Socialista        | 2 214  | 16,32 / 100,00  | 0,32 | 1 / 7      | Estável |
|                         | Aliança Povo Unido        | 274    | 2,02 / 100,00   | 1,19 | 0 / 7      | Estável |
| Votos Inválidos         | Votos Inválidos           | 466    | 3,43 / 100,00   | 0,02 |            |         |
| Total                   | Total                     | 13 568 | 100,00 / 100,00 |      | 7 / 7      |         |
| Eleitorado/Participação | Eleitorado/Participação   | 18 424 | 73,64 / 100,00  | 2,76 |            |         |